# Valantia
Valantia là một chi thực vật có hoa trong họ Thiến thảo (Rubiaceae).

## Loài
Chi Valantia gồm các loài:
- Valantia aprica (Sibth. & Sm.) Boiss. & Heldr.
- Valantia calva Brullo
- Valantia columella (Ehrenb. ex Boiss.) Bald.
- Valantia deltoidea Brullo
- Valantia hispida L.
- Valantia lainzii Devesa & Ortega Oliv.
- Valantia muralis L.